# BM Большого Пса
BM Большого Пса (лат. BM Canis Majoris) — двойная затменная переменная звезда типа Алголя (EA) в созвездии Большого Пса на расстоянии приблизительно 6856 световых лет (около 2102 парсеков) от Солнца. Видимая звёздная величина звезды — от более +16,5m до +14,5m. Орбитальный период — около 5,1223 суток.